# جيري دوجت
جيري دوجت (بالإنجليزية: Jerry Doggett)‏ هو معلق رياضي أمريكي، ولد في 14 سبتمبر 1916 في موبرلي في الولايات المتحدة، وتوفي في 7 يوليو 1997 في مورغان هيل في الولايات المتحدة.

## وصلات خارجية
- جيري دوجت على موقع IMDb (الإنجليزية)